# واتارو هارادا
واتارو هارادا (ژاپنی: 原田 亘؛ زادهٔ ۲۲ ژوئیهٔ ۱۹۹۶) یک بازیکن فوتبال اهل ژاپن است.
از باشگاه‌هایی که در آن بازی کرده‌است می‌توان به باشگاه فوتبال کاماتامار سان‌اوکی اشاره کرد.